# I liga urugwajska w piłce nożnej (1943)
- Mistrz Urugwaju 1943: Club Nacional de Football
- Wicemistrz Urugwaju 1943: CA Peñarol
- Spadek do drugiej ligi: Rampla Juniors
- Awans z drugiej ligi: River Plate Montevideo

Mistrzostwa Urugwaju w roku 1943 były mistrzostwami rozgrywanymi według systemu, w którym wszystkie kluby rozgrywały ze sobą mecze każdy z każdym u siebie i na wyjeździe, a o tytule mistrza i dalszej kolejności decydowała końcowa tabela.

## Primera División

### Kolejka 1
| Mecz                                               |
| -------------------------------------------------- |
| Club Nacional de Football – Central Montevideo 4:1 |
| CA Peñarol – Sud América Montevideo 3:0            |
| Rampla Juniors – Liverpool Montevideo 2:0          |
| Miramar Montevideo – Racing Montevideo 3:1         |
| Montevideo Wanderers – Defensor Sporting 3:2       |

### Kolejka 2
| Mecz                                              |
| ------------------------------------------------- |
| CA Peñarol – Liverpool Montevideo 2:1             |
| Club Nacional de Football – Defensor Sporting 2:0 |
| Montevideo Wanderers – Rampla Juniors 3:2         |
| Miramar Montevideo – Central Montevideo 1:0       |
| Racing Montevideo – Sud América Montevideo 1:0    |

### Kolejka 3
| Mecz                                               |
| -------------------------------------------------- |
| Club Nacional de Football – Miramar Montevideo 7:0 |
| CA Peñarol – Defensor Sporting 6:1                 |
| Central Montevideo – Montevideo Wanderers 4:3      |
| Liverpool Montevideo – Sud América Montevideo 2:0  |
| Rampla Juniors – Racing Montevideo 4:0             |

### Kolejka 4
| Mecz                                           |
| ---------------------------------------------- |
| CA Peñarol – Central Montevideo 3:1            |
| Liverpool Montevideo – Miramar Montevideo 4:2  |
| Defensor Sporting – Sud América Montevideo 3:2 |
| Montevideo Wanderers – Racing Montevideo 1:1   |
| Rampla Juniors – Club Nacional de Football 4:1 |

### Kolejka 5
| Mecz                                                 |
| ---------------------------------------------------- |
| Montevideo Wanderers – Club Nacional de Football 1:1 |
| CA Peñarol – Miramar Montevideo 3:1                  |
| Sud América Montevideo – Rampla Juniors 3:0          |
| Central Montevideo – Defensor Sporting 1:1           |
| Liverpool Montevideo – Racing Montevideo 5:2         |

### Kolejka 6
| Mecz                                              |
| ------------------------------------------------- |
| CA Peñarol – Rampla Juniors 2:2                   |
| Sud América Montevideo – Central Montevideo 4:3   |
| Montevideo Wanderers – Liverpool Montevideo 3:1   |
| Club Nacional de Football – Racing Montevideo 3:0 |
| Miramar Montevideo – Defensor Sporting 2:0        |

### Kolejka 7
| Mecz                                                 |
| ---------------------------------------------------- |
| Club Nacional de Football – Liverpool Montevideo 3:2 |
| Montevideo Wanderers – CA Peñarol 2:2                |
| Central Montevideo – Rampla Juniors 5:1              |
| Sud América Montevideo – Miramar Montevideo 2:1      |
| Defensor Sporting – Racing Montevideo 5:0            |

### Kolejka 8
| Mecz                                              |
| ------------------------------------------------- |
| Montevideo Wanderers – Sud América Montevideo 1:0 |
| Miramar Montevideo – Rampla Juniors 2:1           |
| Racing Montevideo – Central Montevideo 3:0        |
| Liverpool Montevideo – Defensor Sporting 3:1      |
| Club Nacional de Football – CA Peñarol 2:1        |

### Kolejka 9
| Mecz                                                   |
| ------------------------------------------------------ |
| Club Nacional de Football – Sud América Montevideo 4:2 |
| Central Montevideo – Liverpool Montevideo 2:1          |
| Racing Montevideo – CA Peñarol 3:2                     |
| Miramar Montevideo – Montevideo Wanderers 1:0          |
| Defensor Sporting – Rampla Juniors 1:0                 |

### Kolejka 10
| Mecz                                               |
| -------------------------------------------------- |
| Club Nacional de Football – Central Montevideo 2:1 |
| CA Peñarol – Sud América Montevideo 2:2            |
| Rampla Juniors – Liverpool Montevideo 2:2          |
| Miramar Montevideo – Racing Montevideo 3:1         |
| Defensor Sporting – Montevideo Wanderers 1:0       |

### Kolejka 11
| Mecz                                              |
| ------------------------------------------------- |
| CA Peñarol – Liverpool Montevideo 7:0             |
| Club Nacional de Football – Defensor Sporting 2:2 |
| Montevideo Wanderers – Rampla Juniors 2:1         |
| Central Montevideo – Miramar Montevideo 6:4       |
| Racing Montevideo – Sud América Montevideo 1:1    |

### Kolejka 12
| Mecz                                               |
| -------------------------------------------------- |
| Club Nacional de Football – Miramar Montevideo 6:1 |
| CA Peñarol – Defensor Sporting 5:1                 |
| Central Montevideo – Montevideo Wanderers 2:1      |
| Liverpool Montevideo – Sud América Montevideo 2:1  |
| Racing Montevideo – Rampla Juniors 2:1             |

### Kolejka 13
| Mecz                                              |
| ------------------------------------------------- |
| CA Peñarol – Central Montevideo 5:0               |
| Miramar Montevideo – Liverpool Montevideo 2:1     |
| Sud América Montevideo – Defensor Sporting 1:0    |
| Racing Montevideo – Montevideo Wanderers 6:2      |
| Club Nacional de Football – Racing Montevideo 2:1 |

### Kolejka 14
| Mecz                                                 |
| ---------------------------------------------------- |
| Club Nacional de Football – Montevideo Wanderers 3:2 |
| CA Peñarol – Miramar Montevideo 4:1                  |
| Sud América Montevideo – Rampla Juniors 0:0          |
| Defensor Sporting – Central Montevideo 5:1           |
| Racing Montevideo – Liverpool Montevideo 3:1         |

### Kolejka 15
| Mecz                                              |
| ------------------------------------------------- |
| CA Peñarol – Rampla Juniors 3:1                   |
| Sud América Montevideo – Central Montevideo 1:1   |
| Liverpool Montevideo – Montevideo Wanderers 1:0   |
| Club Nacional de Football – Racing Montevideo 5:0 |
| Miramar Montevideo – Defensor Sporting 1:0        |

### Kolejka 16
| Mecz                                                 |
| ---------------------------------------------------- |
| Club Nacional de Football – Liverpool Montevideo 3:1 |
| CA Peñarol – Montevideo Wanderers 4:0                |
| Rampla Juniors – Central Montevideo 1:0              |
| Sud América Montevideo – Miramar Montevideo 3:2      |
| Defensor Sporting – Racing Montevideo 2:2            |

### Kolejka 17
| Mecz                                              |
| ------------------------------------------------- |
| Montevideo Wanderers – Sud América Montevideo 3:2 |
| Rampla Juniors – Miramar Montevideo 5:1           |
| Central Montevideo – Racing Montevideo 2:1        |
| Liverpool Montevideo – Defensor Sporting 1:1      |
| Club Nacional de Football – CA Peñarol 3:1        |

### Kolejka 18
| Mecz                                                   |
| ------------------------------------------------------ |
| Club Nacional de Football – Sud América Montevideo 4:3 |
| Central Montevideo – Liverpool Montevideo 0:0          |
| CA Peñarol – Racing Montevideo 6:1                     |
| Miramar Montevideo – Montevideo Wanderers 1:1          |
| Defensor Sporting – Rampla Juniors 1:0                 |

### Końcowa tabela sezonu 1943
| Poz | Klub                      | Mecze | Zw | Rem | Por | Pkt | BrZd | BrStr |
| --- | ------------------------- | ----- | -- | --- | --- | --- | ---- | ----- |
| 1   | Club Nacional de Football | 18    | 15 | 2   | 1   | 32  | 57   | 23    |
| 2   | CA Peñarol                | 18    | 12 | 3   | 3   | 27  | 61   | 22    |
| 3   | Miramar Montevideo        | 18    | 8  | 1   | 9   | 17  | 29   | 45    |
| 4   | Defensor Sporting         | 18    | 6  | 4   | 8   | 16  | 27   | 32    |
| 5   | Montevideo Wanderers      | 18    | 6  | 4   | 8   | 16  | 28   | 35    |
| 6   | Liverpool Montevideo      | 18    | 6  | 3   | 9   | 15  | 28   | 36    |
| 7   | Central Montevideo        | 18    | 6  | 3   | 9   | 15  | 30   | 41    |
| 8   | Racing Montevideo         | 18    | 6  | 3   | 9   | 15  | 28   | 46    |
| 9   | Sud América Montevideo    | 18    | 5  | 4   | 9   | 14  | 27   | 33    |
| 10  | Rampla Juniors            | 18    | 5  | 3   | 10  | 13  | 28   | 30    |

### Klasyfikacja strzelców bramek
| Gole | Piłkarz       | Klub                      |
| ---- | ------------- | ------------------------- |
| 18   | Atilio García | Club Nacional de Football |